# Mobile Safari
| Оценки критиков                   | Оценки критиков |
| Источник                          | Оценка          |
| --------------------------------- | --------------- |
| AllMusic                          | [ 2 ]           |
| The Encyclopedia of Popular Music | [ 3 ]           |

Mobile Safari — третий студийный альбом шотландской инди-рок группы The Pastels. Он был выпущен в 1989 году лейблом Domino Recording Company.

## История
Альбом был записан в студиях Stuffhouse Studios и CAVA Sound Workshops в Глазго. Дин Уэрхэм сыграл на гитаре в нескольких треках.
«Flightpaths to Each Other» также называлась художественная выставка, организованная группой в 1994 году в Глазго.

## Отзывы
Альбом получил положительные отзывы музыкальной критики и интернет-изданий.
AllMusic написал, что группа «привлекла американскую аудиторию своим спокойным и вдумчивым стилем блаженного инди-попа». Энциклопедия Encyclopedia of Popular Music назвала альбом «приятным сборником од оборванцев о жизни внутри и вне не слишком успешной инди-группы». Trouser Press написал, что альбом «основан на часто копируемом неуклюжем поп-звучании Pastels, но сглаживает некоторые острые углы песен детальными аранжировками и чувствительным, чётким продакшеном». Мартин С. Стронг назвал его «ироничным самоуничижительным взглядом на судьбу инди-группы». Spin написал, что «этот просторный альбом выходит далеко за рамки эстетики неуклюжей поп-музыки, с которой ассоциируются Pastels».

## Список композиций
Все песни написаны Стивеном МакРобби, если не указано иное.
1. «Exploration Team» (David Keegan, McRobbie) — 3:04
2. «Mandarin» (Katrina Mitchell) — 3:26
3. «Yoga» (McRobbie, Annabel Wright) — 4:17
4. «Mobile Deli» (Wright) — 1:32
5. «Exotic Arcade» — 2:58
6. «Classic Line-Up» — 3:17
7. «Flightpaths to Each Other» (Keegan, McRobbie) — 2:12
8. «Basement Scam» — 4:50
9. «Strategic Gear» — 1:52
10. «Token Collecting» (Mitchell) — 3:13
11. «Coolport» — 3:32
12. «Worlds of Possibility» (Wright, Mitchell, McRobbie) — 3:46